# Hexatoma (Eriocera) variegata
Hexatoma (Eriocera) variegata is een tweevleugelige uit de familie steltmuggen (Limoniidae). De soort komt voor in het Neotropisch gebied.